# Анутка
Анутка — река в России, протекает в Демянском и Старорусском районах Новгородской области. Устье реки находится в 20 км по правому берегу реки Старовская Робья. Длина реки составляет 17 км.
На берегах реки населённых пунктов нет. Недалеко от левого берега расположена деревня Матасово Залучского сельского поселения.

## Этимология
Гидроним Анутка имеет балтийское происхождение.

## Данные водного реестра
По данным государственного водного реестра России относится к Балтийскому бассейновому округу, водохозяйственный участок реки — Ловать и Пола, речной подбассейн реки — Волхов. Относится к речному бассейну реки Нева (включая бассейны рек Онежского и Ладожского озера).
Код объекта в государственном водном реестре — 01040200312102000023872.